# 高野耀子
高野耀子（こうの ようこ、1931年10月20日 - ）は日本のピアニストである。

## 略歴
1931年、高野三三男の娘としてパリ モンパルナスに生まれる。1938年、7歳の時、マグダ・タリアフェロに弟子入りする。1940年、9歳の時、日本へ帰国する。1946年、15歳の時、東京音楽学校（現東京芸術大学）に入学する。1948年、3年の途中で中退し、パリのコンセルヴァトワールに留学する。ピアノをリュセット・デカーブ、室内楽をジョセフ・ベンヴェヌッティ（またはベンヴェヌーティ、Joseph Benvenuti）に学ぶ。コンセルヴァトワールをプリミエ・プリで卒業する。その後3年間、デトモルト音楽院でハンス・リヒター＝ハーザー（またはハーゼル）に学ぶ。
1954年、イタリアのヴィオッティ国際音楽コンクールのピアノ部門で満場一致で優勝する。これは、日本人として初めての国際音楽コンクール世界連盟登録コンクールにおいての優勝である。1965年より4年間、アルトゥーロ・ベネデッティ・ミケランジェリに学ぶ。1975年、ヴィオッティ国際コンクール審査員を務める。1987-1988年カプリ国際コンクール審査員を務める。1979年より、東京に在住する。以降、日本各地で継続的にリサイタルを開催する。